# 변서은
변서은( 본래 1991년 1월 30일 양띠 음력 1990년 12월 말띠 ~ )은 대한민국의 방송인이다. 소속사는 지니 엔터테인먼트이다.

## 학력
- 이우고등학교 2006년 ~ 2009년 (졸업)
- 숭의여자대학교 패션디자인과 전문학사 (졸업)

## 논란
한화 이글스 투수 최우석과 교제 중이었으나 결별하였다.

### SNS 논란
- 2013년 12월 18일 그녀는  자신의 페이스북에 민영화에 대한 의견을 개재하였는데 그중 박근혜대통령 에게 "그렇게 팔고 싶으면 몸이나 팔어"라는 문구가 논란이 되었다.

- 정책에 반대하는 것은 사상의 자유이나 성적수치심을 유발할 수 있는 그러한 글을 게재한 것은 여러모로 상당한 비판을 받았고 이후 논란이 커지자 즉각 글을 삭제하고 사과문을 올렸으나, 사태는 이미 걷잡을 수 없이 커진 뒤였다.

- 일각에서는 맥심 화보와 스타화보 촬영 통해 본인의 몸매를 과감히 드러냈던 그녀가 대통령에게 그런 말을 할 자격이 있냐는 견해도 있었으며 이와 반대로 표현의 자유라며 옹호하는 견해도 있었으나 사회상규에 심히 반하는 발언이었다는 게 대다수의 시선이었다.

- 변서은은 결국 tvN에 방송출연정지를 당하며 사실상 퇴출당했다.

- tvN 《러브 스위치》, 《코미디빅리그》 시즌 2 (2011년 ~ 2012년 3월 2일)
- ETN 《뮤직 타임머신 MT》
- OBS경인TV 《연예 매거진》, 《김구라,문희준의 검색녀》
- 채널A 글로벌 한식 토크 《쇼킹》
- XTM 프로야구 주간 랭킹쇼 《와인드 업》

## 광고
- MAXIM 2012년 2월호[4]